# Joso
Joso (常総市 Jōsō-shi) é uma cidade japonesa localizada na província de Ibaraki.
Em 2020, a cidade tinha uma população estimada em 59.314 habitantes em 21.168 domicílios e uma densidade populacional de 480 h/km². A área total da cidade é de 123,64 km². Grande parte da população é formada por imigrantes do Brasil, e muitos dos sinais da comunidade brasileira na cidade estão nos comércios com placas em japonês e português.
Joso resulta da fusão ocorrida em 1 de Janeiro de 2006 de Ishige, do distrito de Yuki, com a cidade de Mitsukaido (que recebeu o estatuto de cidade a 10 de Julho de 1954).

## Geografia
Joso está localizada na região sudoeste da província de Ibaraki, aproximadamente 50 quilômetros ao norte do centro de Tóquio e a 70 quilômetros da capital da prefeitura, Mito. A maior parte da cidade contém topografia plana, com uma elevação média de 10 a 20 metros acima do nível do mar. O rio Kinugawa flui pela cidade.

## Municípios vizinhos

### Prefeitura de Ibaraki
- Tsukuba
- Tsukubamirai
- Bando
- Shimotsuma
- Moriya
- Yachiyo

### Prefeitura de Chiba
- Noda

## Clima
Joso tem um clima continental úmido (Köppen Cfa) caracterizado por verões quentes e invernos frios com neve leve. A temperatura média anual em Joso é de 14,2 °C. A média anual de chuvas é de 1302 mm com setembro como o mês mais úmido. As temperaturas são mais altas em média em agosto, em torno de 26,2°C, e as mais baixas em janeiro, em torno de 3,1°C.

## História
Durante o período Edo, a área fazia parte da província de Shimosa, e a vila de Mitsukaido desenvolveu-se como um centro de transporte fluvial no rio Kinugawa. A cidade de Mitsukaido foi estabelecida dentro do distrito de Toyoda com a criação do moderno sistema de municípios em 1 de abril de 1889. A área foi transferida para o distrito de Yuki em 1894. Em 10 de julho de 1954 Mitsukaidp fundiu-se com as aldeias de Sugawara, Ohanawa, Mitsuma, Goka, Ono e Sakate, e foi elevado ao status de cidade. Anexou ainda as aldeias de Sugao e Uchimoriya em 1º de abril de 1956.
Em 1 de janeiro de 2006, Mitsukaido absorveu a cidade vizinha de Ishige, distrito de Yuki, Ibaraki e oficialmente mudou seu nome para Joso.

## Economia
Joso tem uma economia mista, com três grandes parques industriais; no entanto, 50% da área da cidade é de terras agrícolas.

## Educação
Joso tem 14 escolas públicas de ensino fundamental e cinco escolas públicas de ensino médio operadas pela prefeitura, e três escolas públicas de ensino médio operadas pela província de Ibaraki.
Além disso, há duas escolas brasileiras: Escola e Creche Grupo Opção e Escola Taiyo, mais uma escola primária brasileira (UBEK – Unidade Brasileira de Ensino Kanto) que está encerrada.

## Transporte

### Ferrovias
- Linha Joso da Ferrovia Kanto

### Rodovias
- Via Expressa Ken-Ō
- Rota Nacional 294
- Rota Nacional 354

## Atrações turísticas
- Yoshino Park
- Castelo Toyota

## Galeria de imagens

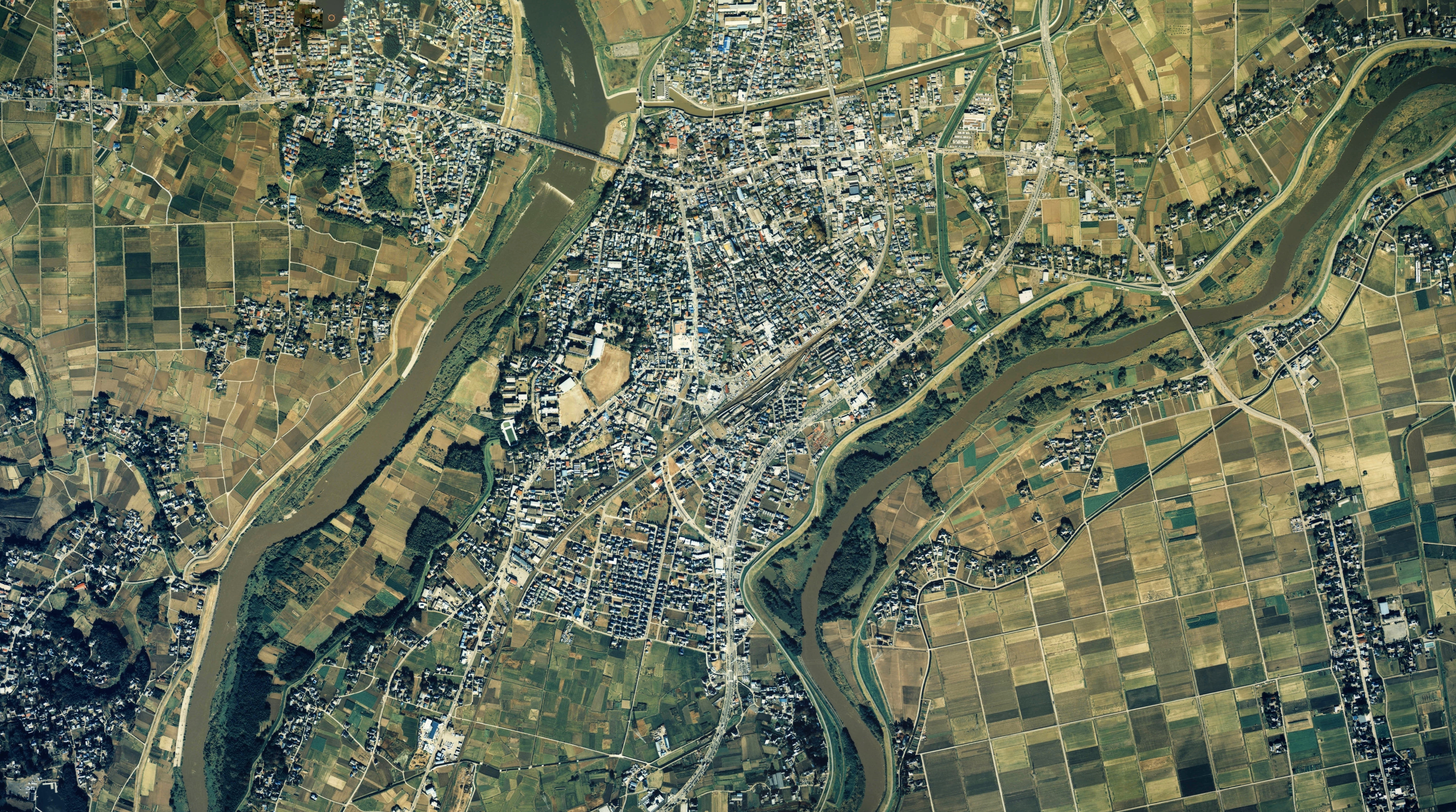
Vista aérea da cidade Joso (antiga Mitsukaido) na década de 1990.
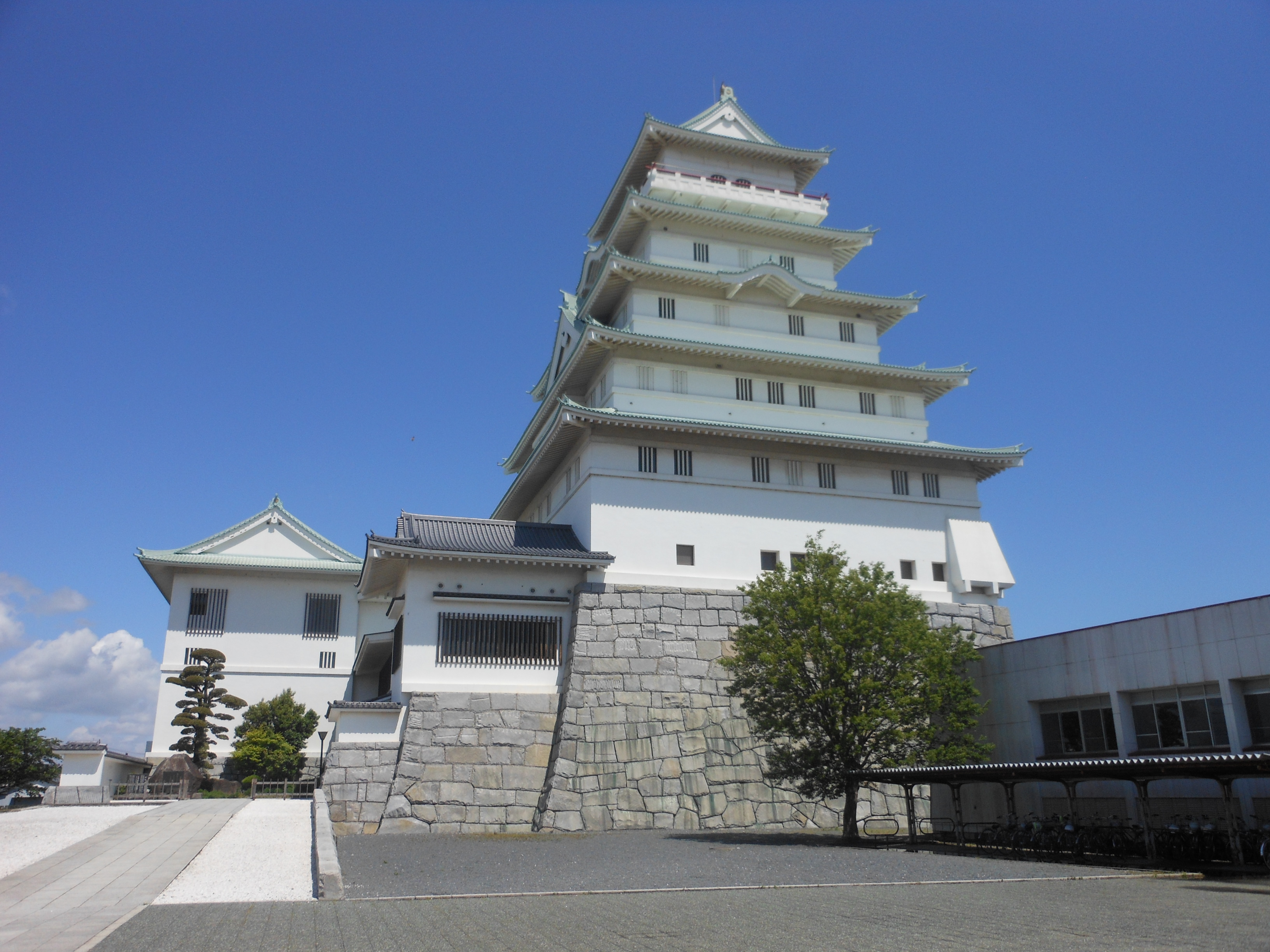
Castelo Toyota em Joso
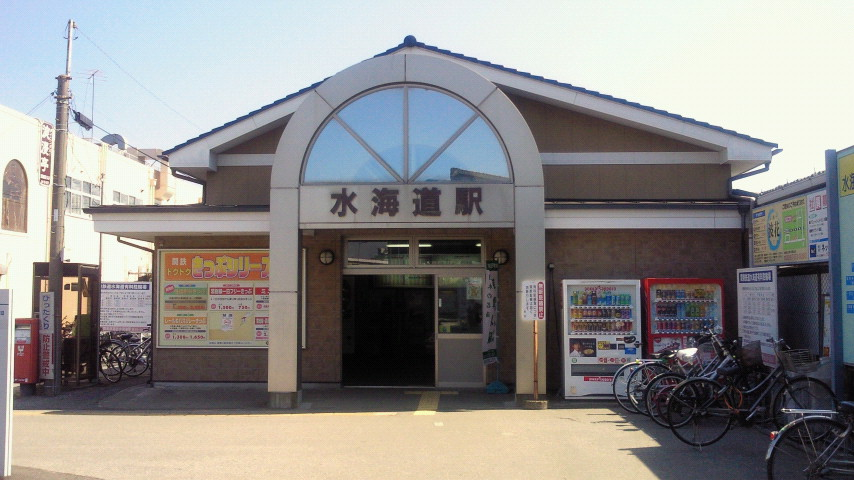
Estação ferroviária de Joso
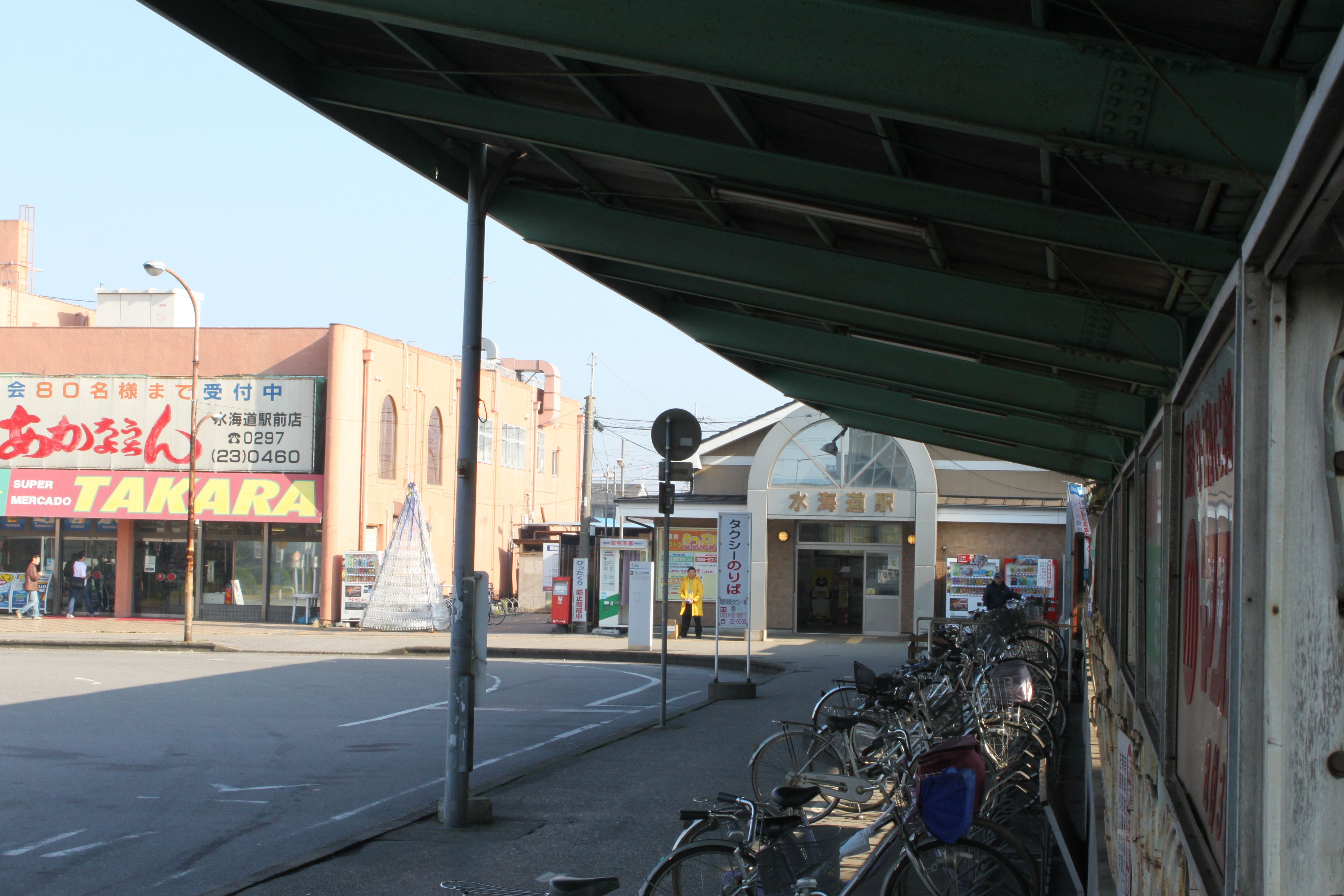
Estação Ferroviária de Joso e o Supermercado Takara à esquerda (atual T.K. Store), especializado na venda de produtos do Brasil, América Latina e de alguns países da Ásia.